# Ljunits och Herrestads kontrakt
Ljunits och Herrestads kontrakt var ett kontrakt i Lunds stift inom Svenska kyrkan. Kontraktet upphörde 31 december 1961 då ingående församlingar övergick till Vemmenhögs, Ljunits och Herrestads kontrakt.

## Administrativ historik
Kontraktet bildades som ett gemensamt kontrakt omkring 1610 och omfattade från mitten av 1800-talet
- Villie församling
- Örsjö församling
- Skivarps församling
- Västra Nöbbelövs församling
- Balkåkra församling
- Snårestads församling
- Skårby församling
- Sjörups församling
- Katslösa församling
- Ystads församling
- Sövestads församling
- Bromma församling
- Bjäresjö församling
- Hedeskoga församling
- Stora Herrestads församling
- Borrie församling
- Öja församling
- Tranås församling som 1892 överfördes till Ingelstads kontrakt
- Onslunda församling som 1892 överfördes till Ingelstads kontrakt